# Rodrigo de Peñalosa Toledo
Rodrigo de Peñalosa Toledo (* 1480 in Madrid; † 1530 in Neapel) war 1525 Botschafter von Karl V. bei Heinrich VIII. von England.

## Leben
Sein Vater war Rui Díaz de Peñalosa, Alcalde Ordinario von Madrid unter der Regierung von Johann II. von Aragón. Die Familie wohnte in der Gemeinde San Justo y San Perdo in Madrid.
Ab 1496 diente er dem katholischen Königspaar bei der Eroberung des Königreichs von Neapel 1501 bis 1504 unter Gonzalo Fernández de Córdoba y Aguilar.
Ab 1519 diente er im Heer von Karl V. als Capitán. Peñalosa war am 24. Februar 1525, dabei als das kaiserliche Heer bei der Schlacht bei Pavia auf die Belagerungstruppen von Franz I. von Frankreich vor Pavia stürmten und Franz I. gefangen nahmen.
Peñalosa erhielt von den Condottiere den Auftrag, die Nachricht von der Gefangennahme von Franz I. durch Frankreich nach Madrid zu Karl V. zu bringen. Auf dieser Reise fiel Peñalosa vom Pferd und brach sich ein Bein. Deshalb schrieb er die Nachricht von der Gefangennahme von Franz I. in einen Brief und schickte sie mit seinem Reiseführer durch Frankreich nach Madrid voraus. Peñalosa erreichte sechs Tage später am 14. März 1525 Madrid. Am Hof von Karl V. wurde er für seine Dienste, welche er schon in der Miliz geleistet hatte, in den Santiagoorden aufgenommen.
Am 11. August 1525 trat der Waffenstillstand von Toledo in Kraft. Franz I. wurde gezwungen auf Mailand, Genua und Burgund zu verzichten. Nach seiner Freilassung widerrief Franz I. den Friedensvertrag mit dem Argument, er sei ihm in der Gefangenschaft aufgezwungen worden.
Auf dem Rückweg nach Neapel traf Peñalosa in Barcelona auf Karl V., welcher ihn als Botschafter entsandte, um mitzuteilen, dass Franz I. den Friedensvertrag nicht erfüllte.
Capitán Peñalosa hatte Nachfahren im Königreich Neapel.